# Заноза (фильм, 1957)
«Заноза» (груз. აბეზარა) — комедийный художественный фильм Николая Санишвили, снятый в 1956 году на киностудии «Грузия-фильм».

## Сюжет
Главная героиня фильма Лия — девушка со сложным характером. Работая водителем у различных высокопоставленных лиц, она не признаёт авторитетов, что часто приводит к конфликтам. За это её и прозвали «Занозой». Очередной пассажир Лии — молодой архитектор Георгий, противник излишеств в строительстве. Полюбив Георгия, Лия включается в его борьбу со сторонниками прежней («сталинской») архитектуры.

## В ролях
- Лейла Абашидзе — Лия
- Тенгиз Мушкудиани — Георгий
- Георгий Гегечкори — Вахтанг (озвучивает Юрий Саранцев)
- Акакий Кванталиани — Андро (озвучивает Ростислав Плятт)
- Александр Жоржолиани — дядя Сандро
- Сесилия Такайшвили — Цецилия
- Александр Омиадзе

## Съёмочная группа
- Режиссёр: Николай Санишвили
- Сценаристы: Александр Витензон, Николай Санишвили
- Оператор: Дмитрий Фельдман
- Композитор: Сулхан Цинцадзе

## О фильме
Сценарий фильма писался специально под Лейлу Абашидзе после исполнения ей центральной роли в фильме «Стрекоза», и Лия фактически являлась вариацией Маринэ (персонаж Абашидзе в «Стрекозе»), что не укрылось от внимания критики (на Всесоюзной творческой конференции работников кинематографии 1959 года на примере этих двух лент был развёрнут тезис об однообразии грузинской кинокомедии).
Фильм стал одним из лидеров советского кинопроката 1957 года (7 место, 29,3 млн зрителей), однако оценки критики были неоднозначны. Так критик Г. Фомин в статье в журнале «Искусство кино» отрицательно отозвался о работе режиссёра и сценариста, не использовавших в полной мере возможности жанра музыкальной комедии, однако похвалил песни композитора С. Цинцадзе и игру Л. Абашидзе. То, что своим успехом фильм во многом обязан центральной актрисе, подчеркивал и киновед С. Ризаев, сравнивая «Занозу» со схожим по сценарию армянским фильмом «Её фантазия», где такой актрисы не нашлось.